# Oxyethira aeola
Oxyethira aeola is een schietmot uit de familie Hydroptilidae. De soort komt voor in het Nearctisch gebied.